# 34053 Carlquines
34053 Carlquines este o planetă minoră (asteroid), cu un diametru de 3,827 km, din centura de asteroizi. A fost descoperită pe 30 iulie 2000 la Experimental Test Site⁠(d) de Lincoln Near-Earth Asteroid Research. 
Obiectul prezintă o orbită caracterizată de o semiaxă mare de 2,9252976 UAi, o excentricitate de 0,12, o înclinație de 8,1188 ° în raport cu ecliptica.